# 何垕
何垕（1454年—？），字朝舉，江西建昌府新城縣人，民籍，明朝政治人物。

## 生平
弘治五年（1492年）壬子科江西鄉試第七十四名舉人。弘治六年（1493年）中式癸丑科會試第一百十六名，三甲第一百五十七名，出任貴州程番府知府。

## 家族
曾祖何澄，禮科給事中；祖父何㶇，左長史；父何燮，貢士。母凃氏。永感下。